# Let It Roll (chanson de Flo Rida)
Pour les articles homonymes, voir Let It Roll.
Pistes de Wild Ones
Wild Ones
(2) Good Feeling
(4)
Let It Roll est une chanson du rappeur américain Flo Rida issu de son quatrième album, Wild Ones, sorti en single promotionnel le 25 juin 2012 en France. La musique a été écrite et réalisée par Earl King, Mike Caren, Raphael Judrin, Pierre-Antoine Melki, Tramar Dillard, Axel Hedfors, Breyan Isaac, Antonio Mobley et produite par les soFLY & Nius et le suédois Axwell. Une deuxième partie a aussi été enregistrée en duo avec le rappeur américain Lil Wayne. La chanson est une bande annonce du jeu vidéo FIFA 13. La chanson sample Let the Good Time Roll (1974) du chanteur de blues américain originaire du Texas (États-Unis) Freddie King. Let It Roll a été joué lors de l'édition 2012 de la WWE Tribute to the Troops.

## Liste des pistes
| 1. | Let It Roll                              | 3:14 |
| 2. | Let It Roll, Pt. 2 (featuring Lil Wayne) | 3:31 |

## Clip vidéo
Avant la sortie de l'album, un clip vidéo est publié le 26 novembre 2012 sur le site de partage vidéo YouTube sur le compte officiel du rappeur. Le clip est réalisé par Jessy Terrero.

## Crédits
- Voix : Flo Rida
- Producteur : soFLY & Nius, Axwell
- Paroles : Earl King, Mike Caren, Raphael Judrin, Pierre-Antoine Melki, Tramar Dillard, Axel Hedfors, Breyan Isaac, Antonio Mobley
- Label : Poe Boy, Atlantic

## Classement par pays
| Classement (2012-2013)         | Meilleure position |
| ------------------------------ | ------------------ |
| Allemagne (Media Control AG)   | 24                 |
| Australie (ARIA)               | 7                  |
| Autriche (Ö3 Austria Top 40)   | 6                  |
| Canada (Hot 100)               | 23                 |
| France (SNEP)                  | 86                 |
| Hongrie (Rádiós Top 40)        | 20                 |
| Hongrie (Dance Top 40)         | 21                 |
| Irlande (IRMA)                 | 34                 |
| Nouvelle-Zélande (RMNZ)        | 18                 |
| Pays-Bas (Single Top 100)      | 66                 |
| Pologne (Dance Top 50)         | 11                 |
| Royaume-Uni (UK Singles Chart) | 17                 |

## Historique de sortie
| Pays       | Date         | Format                 | Label             |
| ---------- | ------------ | ---------------------- | ----------------- |
| États-Unis | 19 juin 2012 | Téléchargement digital | Poe Boy, Atlantic |